# Pöcking
Pöcking je hornobavorská obec v okrese Starnberg v Německu. Pöcking má 5 695 obyvatel (stav v roce 2005), nachází se v nadmořské výšce 672 metrů.
Pöcking má tyto místní části:
- Aschering
- Maising
- Niederpöcking
- Seewiesen
- Pöcking
- Possenhofen

Ve svém domě v Pöckingu zemřela 8. září 2003 německá režisérka Leni Riefenstahlová. Od roku 1954 zde žil do své smrti 4. července 2011 Ota Habsburský a dne 11. ledna 1961 se zde narodil Karel Habsbursko-Lotrinský, současný následník českého, rakouského a uherského trůnu. Zemřel zde i Moritz von Schwind.